# پلزونوف ۲۷۷۱
سیارک ۲۷۷۱ (به انگلیسی: 2771 Polzunov، نامگذاری:1978SP7) دو هزار و هفتصد و هفتاد و یکمین سیارک کشف شده‌است که در ۲۶ سپتامبر ۱۹۷۸ کشف شد.
قدر مطلق سیارک برابر ۱۲٫۰۰ است.